# Mälarö kyrka
"Mälarö kyrka" är en sång på svenska från 1968 skriven av den svenske TV-mannen Sven Lindahl. Sången handlar om musik i en kyrkobyggnad. Inspiration till sångtexten har hämtats från Adelsö kyrka, och sången sjöngs i original in av Lenne Broberg och släpptes på singel. Denna version låg på Svensktoppen 24 mars – 5 maj 1968. Den 7 april 1968 gick hans version av sången upp i topp på Svensktoppen.

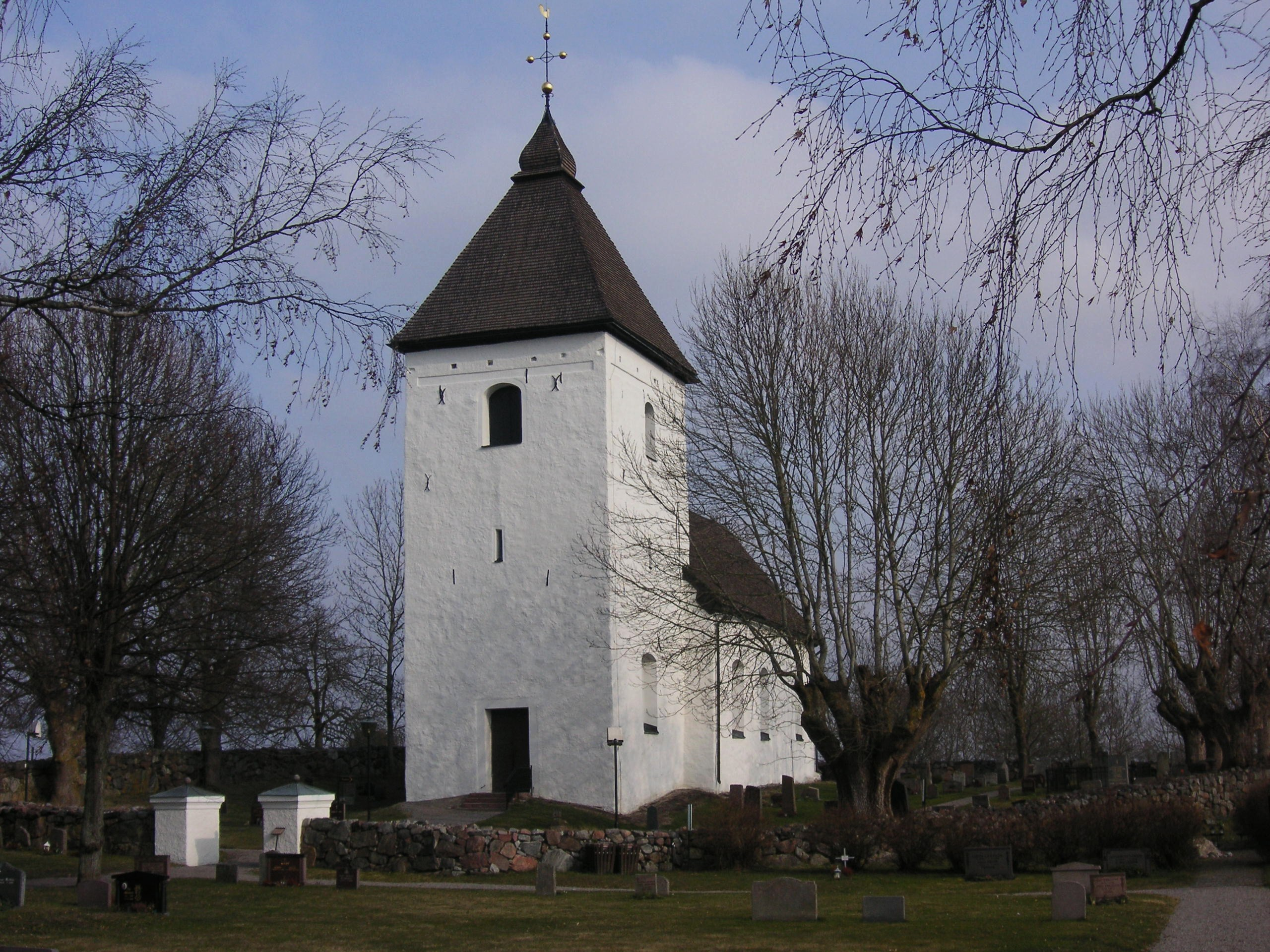
Sångtextens har inspirerats av Adelsö kyrka.

## Coverversioner
1979 sjöng Magnus Uggla Band in en cover på sången på sin EP Magnus Uggla band sjunger schlagers. Åsa Jinder spelade också in "Mälarö kyrka" med sin nyckelharpa, och denna version låg på Svensktoppen under perioden 27 november 1993-7 januari 1994. Det skrevs också en version på finska, där den heter "Vanha holvikirkko", och har spelats in bland annat av Eero Raittinen och det finländska punkbandet Klamydia. I tv-serien Anders och Måns förekommer en version av "Mälarö kyrka" som handlar om pingis och om sås.
I Dansbandskampen 2009 framfördes låten av Schytts. Även Rolandz har tolkat denna låt.
Vikingarockbandet Völund Smed har gjort en cover på Mälarö kyrka på sitt album tvåhundrafjorton från 2011.

## Övrigt
- Till skillnad från den svenskspråkiga originaltexten där en kantors son övar på en fuga av Bach och en Beatleslåt i en tom kyrkobyggnad och drömmer om att få spela dem inför en publik som tycker "båda lika vackra är", övar den finskspråkiga versionens kantorsson bara på fugan.
- Magnus Uggla har kallat den ett "helt suveränt pekoral", utan att förolämpa gärningsmannen, och menade att det var som om Jarl Alfredius skulle börja göra låtar.[6]